# Kate Rusbyová
Kate Anna Rusbyová (* 4. prosince 1973 Barnsley) je anglická folková písničkářka, známá jako „Barnsleyský slavík“ a „první dáma současného folku“. Zpívá lidové písně z oblasti Yorkshire i vlastní skladby, desky vydává ve vlastní firmě Pure Records.
Pochází z muzikantské rodiny, od dětství hraje na kytaru, housle a klavír, zpívá a skládá hudbu. Vystupovala se zpěvačkou Kathryn Robertsovou a skupinami The Poozies a Equation. V roce 1997 vydala první sólové album. Druhé album Sleepless bylo v roce 1999 nominováno na Mercury Prize. V roce 2000 získala cenu BBC Radio 2 pro folkovou zpěvačku roku. S Ronanem Keatingem nazpívala duet „All Over Again“, který pronikl v červnu 2006 na šesté místo žebříčku UK Singles Chart. V roce 2010 vydala album Make the Light, které je kompletně složeno z jejích autorských skladeb. V roce 2014 získala zlatý odznak The Ivors Academy.
Jejím prvním manželem byl skotský houslista John McCusker. Druhým manželem je irský kytarista Damien O'Kane, s nímž má dvě dcery.

## Diskografie
- 1998: Hourglass
- 1999: Sleepless
- 2001: Little Light
- 2002: 10
- 2004: Underneath the Stars
- 2005: The Girl Who Couldn't Fly
- 2007: Awkward Annie
- 2008: Sweet Bells
- 2010: Make the Light
- 2011: While Mortals Sleep
- 2012: 20
- 2014: Ghost
- 2016: Life in a Paper Boat
- 2019: Philosophers, Poets & Kings
- 2020: Hand Me Down